# 누리꿈스퀘어
누리꿈스퀘어는 정보통신부와 한국소프트웨어진흥원이 서울특별시 마포구 월드컵북로 396 (상암동 224-3) DMC 지역내 건립한 방송비즈니스 센터로, DMC에 입주한 건물 중 가장 규모가 크다. 2005년 8월 착공하여, 2007년 11월  준공하였다. 누리꿈 스퀘어는 글로벌 IT 비즈니스 허브를 목적으로 만들어진 상암동 DMC에 SW/DC(소프트웨어/디지털콘텐츠) 중심의 IT 클러스터 조성을 목표로 하고있다.

## 소개
- 주소 : 서울특별시 마포구 월드컵북로 396 (상암동 224-3) DMC구역내 C5블록
- 대지면적 : 19,138.00m²
- 연면적 : 152,569.07m²
- 건물주 : 정보통신산업진흥원
- 개관: 2007년 11월 27일

## 시설
- 비즈니스타워: 22층
- 연구개발타워: 16층
- 디지털파빌리온(IT전시장): 4층
- 공동제작센터: 4층 (촬영 스튜디오, 편집실, 시사실 등)
- 그라비티* : 15 층(온라인게임, 운영,프로그램,기획실 등)
- 한솔넥스지* : 16 층
- 오마이뉴스 : 18 층
- 파수닷컴: 6, 17층
- 싸이버로지텍: 16층
- NE능률: 9~11층
- 누리꿈몰: 지하 1층, 1~2층 일부